# Jane Hutt
Jane Elizabeth Hutt, née le 15 décembre 1949 à Epsom, en Angleterre (Royaume-Uni), est une femme politique britannique œuvrant au pays de Galles.
Travailliste, elle se fait élire dès le premier scrutin dévolutionnel dans la circonscription de Vale of Glamorgan : Jane Hutt entre à l’Assemblée galloise en 1999, conserve son siège aux élections de 2003, 2007, 2011, 2016 et 2021, tandis que cette dernière devient le Parlement gallois en 2020.
Fait singulier dans le contexte britannique, Jane Hutt participe à tous les exécutifs gallois depuis 1999. En excluant un intermède d’une année entre 2017 et 2018, elle occupe ainsi un poste politique sous les directions successives d’Alun Michael (1999-2000), Rhodri Morgan (2000-2009), Carwyn Jones (2009-2017), Mark Drakeford (2018-2024) et Vaughan Gething (depuis 2024). Elle est whip en chef depuis 2023 et trefnydd depuis 2024.

## Biographie

### Carrière politique

#### Ministre de Mark Drakeford (2018-2024)
Jane Hutt est désignée vice-ministre et whip en chef le 13 décembre 2018 par le nouveau premier ministre Mark Drakeford au moment de la formation du premier gouvernement. Le 13 mai 2021, elle est promue ministre pour la Justice sociale, un poste créé pour l’occasion à la mise en place du second gouvernement de Mark Drakeford ; un peu moins de deux ans plus tard, elle récupère la fonction de whip en chef précédemment dévolue à la vice-ministre Dawn Bowden,,.

#### Direction de la chambre et whip en chef (depuis 2024)
Le 21 mars 2024, elle est reconduite par Vaughan Gething dans le gouvernement qu’il forme. Elle y est maintenue en tant que whip en chef, mais perd la qualité de ministre pour la Justice sociale (portefeuille accordé à Lesley Griffiths (en)), et obtient celle de trefnydd.

## Détails des mandats et fonctions

### Mandats électifs
- Conseillère au conseil de comté du Glamorgan-du-Sud (de 1981 à 1993).
- Membre de l’Assemblée puis du Senedd, élue dans la circonscription de Vale of Glamorgan (en fonction depuis le 6 mai 1999), siégeant dans le groupe travailliste.

### Fonctions exécutives
- Secrétaire pour la Santé et les Services sociaux dans le cabinet d’Alun Michael (du 12 mai 1999 au 9 février 2000) et dans le premier cabinet de Rhodri Morgan (du 22 février au 16 octobre 2000).
- Ministre pour la Santé et les Services sociaux dans le deuxième cabinet de Rhodri Morgan (du 16 octobre 2000 au 7 mai 2003).
- Ministre pour la Santé et la Protection sociale dans le troisième cabinet de Rhodri Morgan (du 8 mai 2003 au 10 janvier 2005).
- Ministre pour les Affaires d’assemblée dans le troisième cabinet de Rhodri Morgan (du 10 janvier 2005 au 25 mai 2007).
- Ministre pour le Budget et les Affaires d’assemblée dans le premier gouvernement de Rhodri Morgan (du 31 mai au 19 juillet 2007).
- Ministre pour l’Éducation, les Enfants et les Jeunes dans le second gouvernement de Rhodri Morgan (du 19 juillet 2007 au 9 décembre 2009).
- Ministre pour les Affaires d’assemblée et le Budget dans le premier gouvernement de Carwyn Jones (du 10 décembre 2009 au 11 mai 2011).
- Ministre pour les Finances et chef parlementaire dans le deuxième gouvernement de Carwyn Jones (du 13 mai 2011 au 18 mai 2016).
- Chef parlementaire et whip en chef dans le troisième gouvernement de Carwyn Jones (du 19 mai 2016 au 3 novembre 2017).
- Vice-ministre et whip en chef dans le premier gouvernement de Mark Drakeford (du 13 décembre 2018 au 12 mai 2021).
- Ministre pour la Justice sociale dans le second gouvernement de Mark Drakeford (du 13 mai 2021 au 20 mars 2024).
- Whip en chef dans le second gouvernement de Mark Drakeford et dans le gouvernement de Vaughan Gething (en fonction depuis le 2 mai 2023).
- Trefnydd dans le gouvernement de Vaughan Gething (en fonction depuis le 21 mars 2024).